# Sipora
Sipora (hebrejsky צִפֹּרָה‎, Cipora), přepisováno též jako Zefora, je jméno jedné ze sedmi dcer midjánského kněze Jetra. Sipora se stala manželkou Mojžíše a porodila mu dva syny: Geršóma a Elíezera. Její jméno se vykládá jako „Pták“ či „Ptáčátko“.
O Sipoře nám Bible prozrazuje například to, že v dívčím věku společně se svými sestrami pečovala o stáda svého otce a že po narození svého druhého syna nejspíš chtěla zabránit jeho obřízce[zdroj⁠?!]. Když však viděla, že Hospodin za nedodržení obřízky ohrozil život jejího manžela, kamenným nožem vlastnoručně „obřezala předkožku svého syna“. V době, kdy její muž vyváděl syny Izraele z egyptského otroctví, byla se svými dětmi od svého muže po nějakou dobu odloučena. Když však byl izraelský národ vyveden z Egypta, znovu se ke svému manželovi i se svými syny připojila.
Podle židovské tradice se Sipora po obdržení Tóry na hoře Sinaj již se svým mužem sexuálně nestýkala, neboť Mojžíšova pozice vyžadovala permanentní rituální čistotu. Tuto skutečnost kritizovala Mojžíšova sestra Mirjam, když s Áronem „mluvila proti Mojžíšovi kvůli kúšské ženě, kterou si vzal“. Raši považuje označení Sipory coby Kušitky neboli Etiopanky za eufemismus, jenž narážel na její půvabný vzhled. Kritika, jež se ukázala být neoprávněná a Mirjam za ni byla na přechodnou dobu stižena malomocenstvím, byla směrována proti zanedbávání manželských povinností ze strany Mojžíše.